# Stade Dominique-Duvauchelle
Das Stade Dominique-Duvauchelle ist ein Fußballstadion mit Leichtathletikanlage in der französischen Stadt Créteil, Département Val-de-Marne in der Region Île-de-France. 

## Geschichte
Der Fußballverein US Créteil trägt hier seine Spiele aus, die vor 1983 im Stade Desmont im Norden der Stadt stattfanden. Benannt ist das Stadion nach dem Sport-Journalisten Dominique Duvauchelle, der kurz vor der Eröffnung starb. Es ist komplett bestückt mit 12.150 Sitzplätzen, die sich auf vier Tribünen verteilen. Die Ehrentribüne mit 5500 Plätzen, den Präsidentenrang mit 1150 Plätzen sowie Nord- und Südtribüne mit je 2500 Plätzen. Um das Stadion stehen 869 Parkplätze zur Verfügung. Die Flutlichtanlage leistet 1085 Lux. Um das Stadion liegen noch drei weitere Fußballfelder und eine große Tennisanlage mit zehn Plätzen im städtischen Sportpark.
Die Sportstätte war immer wieder Schauplatz nationaler wie internationaler Sportereignisse. 1989 fanden in Créteil die französischen Leichtathletik-Meisterschaften statt. Am 14. November 1999 trafen hier die U-18 Fußballmannschaften von Frankreich und Italien aufeinander. Der Senegal und Kamerun bestritten am 9. Februar 2005 vor der Rekordkulisse von 12.000 Zuschauern ein Freundschaftsspiel in der Arena. Im Dezember 2007 trafen hier die Mannschaften vom Senegal und Marokko aufeinander. Am 4. Oktober 2008 wurde das erste Finale des neuen französischen Coupe de l’Outre-Mer (deutsch: Übersee-Pokal) ausgetragen und es gewann La Réunion gegen Martinique mit 1:0 Toren.